# Bizalmas ügy
A Bizalmas ügy (eredeti cím: Classified) 2024-es amerikai akcióthriller, amelyet Bob DeRosa írt és Roel Reiné rendezett. A főbb szerepekben Aaron Eckhart, Tim Roth és Abigail Breslin látható.
A filmet a Sony Pictures Home Entertainment 2024. október 22-én adta ki a Video on Demand-on.

## Cselekmény
A történet egy veterán CIA-ügynök és lánya körül forog, aki az MI6 elemzőjeként dolgozik. A lánya felkeresi őt, és elmondja neki, hogy a főnöke már évek óta halott. Megpróbálják kideríteni, hogy valójában ki adta az utasításokat.

## Szereplők
| Szerep          | Színész          | Magyar hang     |
| --------------- | ---------------- | --------------- |
| Evan Shaw       | Aaron Eckhart    | Stohl András    |
| Kevin Angler    | Tim Roth         | Epres Attila    |
| Kacey Walker    | Abigail Breslin  | Pekár Adrienn   |
| Antonio Griffin | Matt Hookings    | Szatmári Attila |
| Luca            | Lucky Ali        |                 |
| Butler          | Brandon Lessard  |                 |
| Tanner          | Myles Clohessy   | Varga Rókus     |
| Liona           | Kim DeLonghi     |                 |
| Monica Walker   | Marysia S. Peres |                 |

### Magyar változat
- Magyar szöveg: Légrádi Péter
- Hangmérnök és vágó: Szabó Tamás
- Gyártásvezető: Gémesi Krisztina
- Szinkronrendező: Vadász Bea
- Produkciós vezető: Horján Annamária

A szinkront a Direct Dub Studios készítette el.

## A film készítése
A film forgatása 2023 áprilisában zajlott Máltán. 2023 májusában bejelentették, hogy a forgatás véget ért.
Breslin azt állította, hogy Eckhart „agresszív” volt a forgatáson, ami miatt panaszt tett ellene a SAG-AFTRA-nál, a filmkészítők pedig pert indítottak ellene.

## Fogadtatás
Mary Kassel, a Screen Rant munkatársa 10-ből 3-ra értékelte a filmet. Mark Keizer a MovieWeb-től 5-ből 2-re értékelte a filmet.